# (100706) 1998 BQ7
(100706) 1998 BQ7 es un asteroide perteneciente al cinturón de asteroides descubierto el 24 de enero de 1998 por el equipo del Near Earth Asteroid Tracking desde el Observatorio de Haleakala, Hawái, Estados Unidos.

## Designación y nombre
Designado provisionalmente como 1998 BQ7.

## Características orbitales
1998 BQ7 está situado a una distancia media del Sol de 2,616 ua, pudiendo alejarse hasta 3,330 ua y acercarse hasta 1,902 ua. Su excentricidad es 0,272 y la inclinación orbital 11,94 grados. Emplea 1545,81 días en completar una órbita alrededor del Sol.

## Características físicas
La magnitud absoluta de 1998 BQ7 es 14,8. 